# Ricardo José Araújo Ferreira
Ricardo José Araújo Ferreira (Mississauga, 25 novembre 1992) è un ex calciatore canadese con cittadinanza portoghese, di ruolo difensore.

## Carriera

### Club
Canadese di nascita, viene acquistato dal Porto nel 2008 e viene inserito nel settore giovanile fino al 2010 quando viene incluso nella lista della prima squadra che avrebbe partecipato alla UEFA Europa League. Tuttavia non ha mai debuttato con la prima squadra del club portoghese.
L'8 luglio 2011 si trasferisce alla squadra italiana del Milan dopo essersi svincolato a parametro zero. Dopo una stagione nella Primavera rossonera, per l'annata 2012-2013 passa in prestito all'Empoli in Serie B, giocando 4 partite di campionato e una di Coppa Italia.
Nell'estate del 2013 è ceduto a titolo definitivo alla squadra portoghese dell'Olhanense.

### Nazionale
Dopo aver giocato con le nazionali Under-17, Under-18, Under-19 e Under-20 del Portogallo, il 15 ottobre 2012 esordisce con l'Under-21 disputando la partita di qualificazione agli Europei di categoria del 2015 vinta per 2-0 contro l'Azerbaigian.
Nel novembre 2017 venne chiamato per la prima volta dal coach della nazionale maggiore portoghese. Il 14 novembre esordì con la nazionale, peraltro da titolare, nell'amichevole pareggiata per 1-1 in casa con gli Stati Uniti a Leiria.
Il 5 febbraio 2021 opta per rappresentare il Canada. Riceve la sua prima convocazione il 23 marzo seguente, debuttando 6 giorni dopo in occasione del successo per 11-0 contro le Isole Cayman.

## Statistiche

### Cronologia presenze e reti in nazionale
| Cronologia completa delle presenze e delle reti in nazionale ― Canada | Cronologia completa delle presenze e delle reti in nazionale ― Canada | Cronologia completa delle presenze e delle reti in nazionale ― Canada | Cronologia completa delle presenze e delle reti in nazionale ― Canada | Cronologia completa delle presenze e delle reti in nazionale ― Canada | Cronologia completa delle presenze e delle reti in nazionale ― Canada | Cronologia completa delle presenze e delle reti in nazionale ― Canada | Cronologia completa delle presenze e delle reti in nazionale ― Canada |
| Data                                                                  | Città                                                                 | In casa                                                               | Risultato                                                             | Ospiti                                                                | Competizione                                                          | Reti                                                                  | Note                                                                  |
| --------------------------------------------------------------------- | --------------------------------------------------------------------- | --------------------------------------------------------------------- | --------------------------------------------------------------------- | --------------------------------------------------------------------- | --------------------------------------------------------------------- | --------------------------------------------------------------------- | --------------------------------------------------------------------- |
| 29-3-2021                                                             | Bradenton                                                             | Isole Cayman                                                          | 0 – 11                                                                | Canada                                                                | Qual. Mondiali 2022                                                   | -                                                                     |                                                                       |
| Totale                                                                |                                                                       | Presenze                                                              | 1                                                                     |                                                                       | Reti                                                                  | 0                                                                     |                                                                       |

| Cronologia completa delle presenze e delle reti in nazionale ― Portogallo | Cronologia completa delle presenze e delle reti in nazionale ― Portogallo | Cronologia completa delle presenze e delle reti in nazionale ― Portogallo | Cronologia completa delle presenze e delle reti in nazionale ― Portogallo | Cronologia completa delle presenze e delle reti in nazionale ― Portogallo | Cronologia completa delle presenze e delle reti in nazionale ― Portogallo | Cronologia completa delle presenze e delle reti in nazionale ― Portogallo | Cronologia completa delle presenze e delle reti in nazionale ― Portogallo |
| Data                                                                      | Città                                                                     | In casa                                                                   | Risultato                                                                 | Ospiti                                                                    | Competizione                                                              | Reti                                                                      | Note                                                                      |
| ------------------------------------------------------------------------- | ------------------------------------------------------------------------- | ------------------------------------------------------------------------- | ------------------------------------------------------------------------- | ------------------------------------------------------------------------- | ------------------------------------------------------------------------- | ------------------------------------------------------------------------- | ------------------------------------------------------------------------- |
| 14-11-2017                                                                | Leiria                                                                    | Portogallo                                                                | 1 – 1                                                                     | Stati Uniti                                                               | Amichevole                                                                | -                                                                         |                                                                           |
| Totale                                                                    |                                                                           | Presenze                                                                  | 1                                                                         |                                                                           | Reti                                                                      | 0                                                                         |                                                                           |

## Palmarès

### Club

#### Competizioni nazionali
- Coppa del Portogallo: 1

Braga: 2015-2016